# Hartmut Kania
Hartmut Kania (ur. 26 maja 1942 w Braniewie, zm. 17 marca 2001 w Berlinie) – niemiecki ksiądz katolicki, proboszcz parafii Najświętszego Serca Jezusowego w Petersburgu, prałat Jego Świątobliwości, dyrektor międzynarodowej organizacji charytatywnej Caritas na całą Federację Rosyjską, założyciel i kierownik Maltańskiej Służby Pomocy w Petersburgu.

## Życiorys
Hartmut Kania urodził się 26 maja 1942 w Braniewie w Prusach Wschodnich. W 1945 razem z matką i siostrą ucieka z miasta przez zamarznięte wody Zalewu Wiślanego i Mierzeję, ratując się przed okrucieństwami nadciągającego frontu Armii Czerwonej. Dorastał i młodość spędził w Niemieckiej Republice Demokratycznej.
Po ukończeniu szkoły średniej w Chociebużu (niem. Cottbus) w 1960 roku wstąpił do seminarium duchownego w Erfurcie, jedynego seminarium katolickiego w byłej NRD. Święcenia kapłańskie przyjął 26 czerwca 1966 roku w Neuzelle. Służył w różnych parafiach na terenie Niemiec Wschodnich (Hoyerswerda, Finsterwalde, Senftenberg i Chociebuż), ponadto był też kapelanem katolickich aktorów i cyrkowców w NRD.
W 1978 roku ks. Hartmut Kania odbył swoją pierwszą podróż do Związku Radzieckiego w celu duchowego wsparcia rozproszonej społeczności niemieckiej w republikach Azji Środkowej. Od tego czasu zaczął regularnie przyjeżdżać w latach 70. i 80. do ZSRR, ponieważ jako duchowny czuł tu swoje powołanie. Ksiądz Kania odbywał te podróże nie oficjalnie jako ksiądz, lecz prywatnie, podczas swoich wakacji. Odwiedził m.in. Duszanbe, Taszkent, Ałma-Atę, Leningrad i Moskwę. W trakcie tych podróży udzielał licznie sakramentów, komunii świętej, chrztu i małżeństwa.
Po upadku muru berlińskiego i otwarciu granic, w 1991 roku ks. Kania na własną prośbę został skierowany do dalszej posługi kapłańskiej w Petersburgu, w parafii Najświętszej Maryi Panny z Lourdes w Petersburgu.
W 1992 arcybiskup Tadeusz Kondrusiewicz mianował Hartmuta Kanię proboszczem parafii Najświętszego Serca Jezusa w Petersburgu. Prócz tej świątyni, proboszczowi Kani udało się również doprowadzić do zwrócenia Kościołowi katolickiemu budynku kościoła Nawiedzenia św. Elżbiety przez Najświętszą Maryję Pannę. Oprócz pracy duszpasterskiej kapłan poświęcał wiele czasu i wysiłku na działalność charytatywną – organizował transporty z pomocą humanitarną z Niemiec, rozdzielał ją wśród potrzebujących mieszkańców Petersburga, organizował pracę wielu działań charytatywnych, otworzył darmową kuchnię dla ubogich, rozdawał ubrania potrzebującym. Wkrótce został przywódcą duchowym i koordynatorem „Maltańskiej Służby Pomocy” w Petersburgu.
Od 1998 roku pełnił funkcję dyrektora organizacji charytatywnej Caritas na całą Rosję. 4 stycznia 1999 r. otrzymał tytuł kapelana Jego Świątobliwości.
Prałat Hartmut Kania za ważne przedsięwzięcie uznał budowę „Domu św. Elżbiety”, w którym planował stworzyć przytułek dla samotnych osób starszych, a także Centrum Edukacji Społecznej dla pracowników i wolontariuszy „Caritas”. Jego budowę ukończono po śmierci ks. Kani, a współcześnie ten dom pomocy nosi imię swego założyciela. Również nadal działają inne, założone przez księdza projekty, jak: maltańska kuchnia polowa, bezpłatna aptekę dla ubogich (niezależnie od wyznania), Centrum Wsparcia Młodych Osób Niepełnosprawnych oraz programy pomocowe dla dzieci z rodzin znajdujących się w trudnej sytuacji.
Ks. Kania lubił rozmawiać z parafianami, choć jego posługiwanie się językiem rosyjskim często wywoływał uśmiech. Jego kazania były zwykle krótkie, ale bogate w treść.
Ojciec Hartmut zmarł nagle 17 marca 2001 r. w klinice Berlin-Steglitz na udar mózgu. Pochowany został 26 marca 2001 roku na cmentarzu w Teltow, mieście położonym przy granicy Berlina. Po jego śmierci arcybiskup Tadeusz Kondrusiewicz musiał powołać siedem osób na różne urzędy, które wcześniej sprawował samodzielnie ksiądz Hartmut Kania.